# Закис, Андрейс
А́ндрейс За́кис (латыш. Andrejs Zaķis; 7 июня 1956 — 13 октября 2017, Латвия) — советский и латвийский хоккейный тренер и судья. Руководитель департамента судейства Латвийской Федерации хоккея, инспектор МХЛ. Главный тренер женской сборной Латвии по хоккею.
В 1978 году начинает судейскую карьеру. В течение пяти сезонов судил матчи чемпионата СССР, также неоднократно обслуживал международные матчи различных уровней. С 1991 года Андрейс Закис принимал участие в развитии женского хоккея в Латвии. С 1992 по 2001 год — помощник главного тренера женской сборной по хоккею Латвии, а с 2003 по 2008, 2011 по 2013 — главный тренер женской сборной. С 2005 года Закис — руководитель Департамента судейства Федерации хоккея Латвии.
Играл в чемпионате Латвии за клуб «Вецмейстарс» в 1991—1993 годах.
Скончался 13 октября 2017 года в Латвии.